# Selvarajan Yesudian

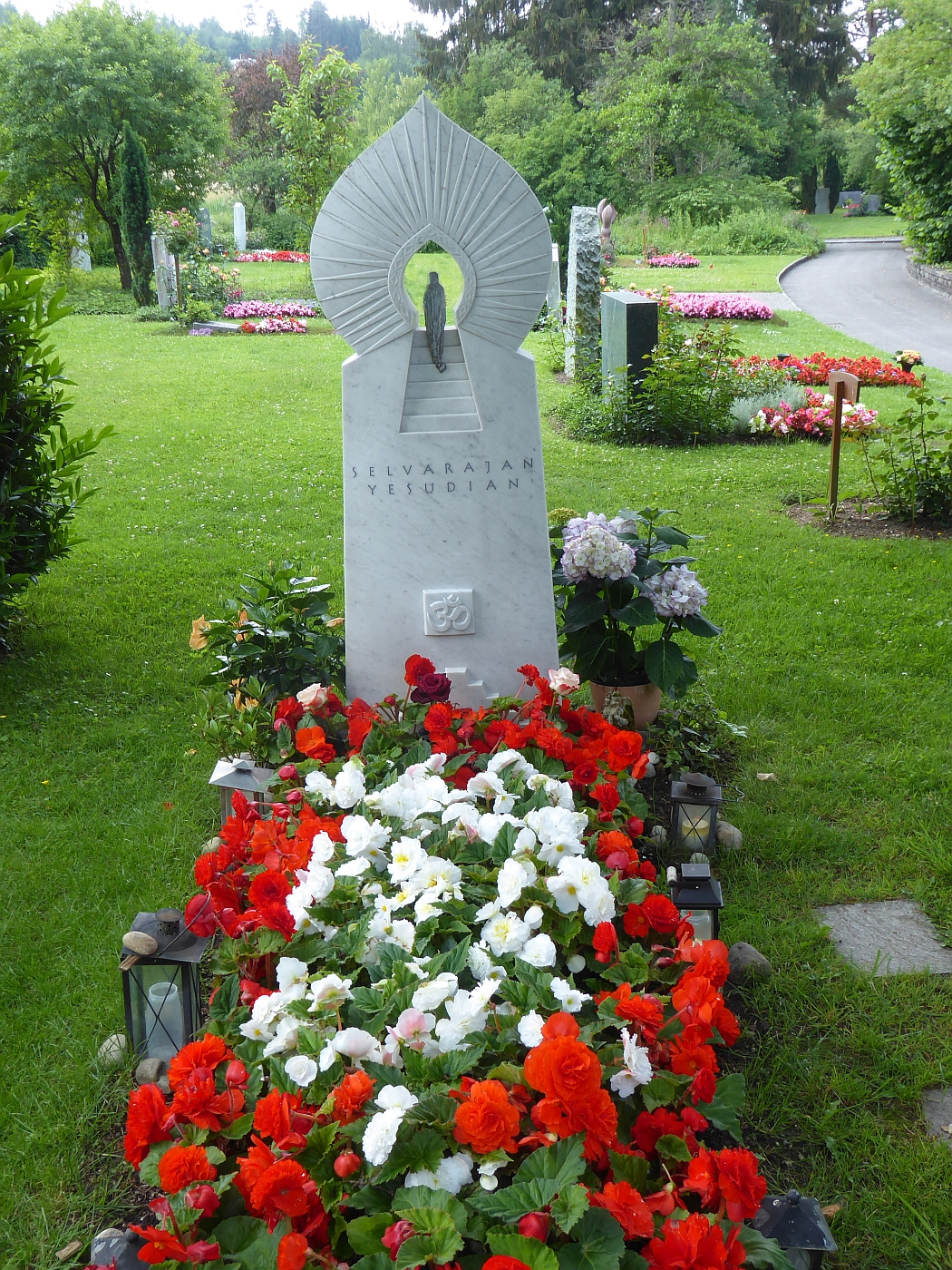
Grab auf dem Friedhof Witikon

Selvarajan Yesudian (* 25. Februar 1916 in Sholinghur, Madras; † 26. Oktober 1998 in Zürich) war ein aus Südindien stammender Yogalehrer in der Schweiz. Er war einer der ersten, die in Europa Yoga unterrichteten und gründete zusammen mit Elisabeth Haich in der Schweiz mehrere Yogaschulen.

## Leben

### Madras
Selvarajan Yesudian wurde am 25. Februar 1916 im Ort Sholinghur nördlich von Madras im heutigen indischen Bundesstaat Tamil Nadu geboren. Seine Eltern waren erfolgreiche Ärzte in Madras. Als Junge war er sehr schwächlich und durchlief mehrere schwere Kinderkrankheiten. Nach einer Lungenentzündung mit fünfzehn Jahren war er so geschwächt, dass er nicht mehr mit seinen Kollegen spielen konnte. In der Bibliothek seines Vaters fand er Bücher über Yoga und begann darauf heimlich Hatha Yoga zu üben, worauf sein Körper aber noch kränker wurde. Als er wenig später auf einem Streifzug auf dem Lande in einem Mangohain eine Yogaklasse antraf, sprach er den Lehrer an und wurde als Schüler angenommen. Unter der Leitung des Lehrers genas er schnell und Selvarajan Yesudian entwickelte einen gesunden athletischen Körper.

### Ungarn
Kurz nach dem Tode seines Vaters ging Selvarajan Yesudian im Jahre 1936 nach Budapest um europäische Medizin zu studieren. Er wurde gebeten an der Universität Vorträge über indische Gesundheitssysteme und Yoga zu halten. Darauf lernte er die ungarische Künstlerin Elisabeth Haich kennen, die sehr belesen in indischer Philosophie war. Beide taten sich zusammen und 1939 wurde im Atelier von Elisabeth Haich eine Yogaschule eröffnet. 1941 veröffentlichte Selvarajan Yesudian sein Buch “Sport és jóga” [Sport und Yoga], worauf seine Schule aufzublühen begann.

### Schweiz
Nachdem 1948 das kommunistische Regime die Yogaschule in Budapest geschlossen hatte, gelang es Selvarajan Yesudian und Elisabeth Haich nach Zürich zu fliehen, mit dem Ziel nach Kalifornien zu gehen. Auf Bitten ehemaliger in der Schweiz wohnhafter Schüler beschlossen sie, in der Schweiz zu bleiben, und eröffneten zwischen 1949 und 1955 in mehreren Schweizer Städten Yogaschulen, dazu in Ponte Tresa im Tessin und im ligurischen Diano Marina eine Yogasommerschule.
Ab 1990 begann sich Selvarajan Yesudian zurückzuziehen und übergab die Leitung seiner Yogaschule in St. Gallen seinem langjährigen Schüler Rolf Heim. Selvarajan Yesudian starb am 26. Oktober 1998 in Zürich.

## Werk
Selvarajan Yesudian und Elisabeth Haich waren maßgeblich an der Verbreitung und Popularisierung des Yoga in Europa beteiligt. Sie gründeten mehrere Yogaschulen, so in Budapest (von 1939 bis 1948) und in der Schweiz ab 1948 in Aarau, Basel, Bern, Genf, Luzern, Ponte Tresa, St. Gallen und in Zürich; zudem im ligurischen Diano Marina noch eine Yogasommerschule. Selvarajan Yesudian gab nicht nur Yogaunterricht, sondern hielt auch mehrere Vorträge und bot auch Beratungen an. Er publizierte mehrere Bücher über den Yoga, die bis heute immer wieder neu verlegt werden. Die spirituellen Vorbilder Yesudians waren Ramana Maharshi und Vivekananda.

## Yesudians Yoga
Selvarajan Yesudians Yogastunden waren gut strukturiert. Einer kurzen Meditation in Sitzhaltung folgte ein kleiner Vortrag über die Yogaphilosophie. Dann kamen Atemübungen (Pranayama) und anschließend Yogastellungen (Asana). Nach einer kurzen Erholung folgte nochmals eine Meditation und am Schluss eine Tiefenentspannung. Die Übungen wurden möglichst entspannt mit geschlossenen Augen ausgeführt, um die Konzentration zu erhöhen, das Bewusstsein zu schärfen und den Prana zu verbessern. Autosuggestion und Bekräftigungsformeln dienten dazu, den Fortschritt der Schüler zu fördern und positive Denkweise zu schulen. Nach der Stunde erhielten die Schüler noch Übungen für zu Hause.

## Zitate
Yesudian war von Vivekananda inspiriert und zitierte ihn oft in seinen Büchern. So etwa bei den von ihm empfohlenen Bekräftigungsformeln: Er empfahl dabei zuerst die Formeln „Ich bin frei von jeder Bindung. Ich bin frei. Ich bin frei.“ zu wiederholen. Hierbei griff er auf Gedanken Vivekanandas zurück.
- „Wenn für eine Stunde täglicher Yogaübungen nicht genügend Zeit ist, muss wenigstens die bewusste Tiefatmung mit bewusster Pranalenkung 14- bis 21-mal, wie oben besprochen wurde, dreimal am Tag nüchtern vor den Mahlzeiten vorgenommen werden.“[3]

## Bücher von Selvarajan Yesudian
Die meisten Bücher veröffentlichte Selvarajan Yesudian zusammen mit Elisabeth Haich als Mitautorin:
- Selvarajan Yesudian: Sport és jóga; Budapest (auf Ungarisch)
- Selvarajan Yesudian: Sport + Yoga; Thielle 1949
- Selvarajan Yesudian: Yoga in den zwei Welten; Thielle 1951
- Selvarajan Yesudian: Yoga im heutigen Lebenskampf; Thielle 1954
- Selvarajan Yesudian: Der Tag mit Yoga; Stuttgart 1959
- Selvarajan Yesudian: Selbsterziehung durch Yoga; Thielle 1961
- Selvarajan Yesudian: Yoga und Schicksal; Stuttgart 1962
- Selvarajan Yesudian: Raja-Yoga; Thielle 1966
- Selvarajan Yesudian: Hatha-Yoga; München, Engelberg 1971
- Selvarajan Yesudian: Steh auf und sei frei: Gedanken und Gespräche über Yoga; Ergolding 1989

## Sekundärliteratur
- Mathias Tietke: Der Stammbaum des Yoga. Stuttgart 2007. ISBN 978-3-89620-199-7.
- Wilfried Huchzermeyer: Das Yoga-Wörterbuch. Karlsruhe 2007. ISBN 978-3-931172-25-1.
- Susy Heim: Yoga-Unterricht und Praxis: Yoga nach Yesudian-Haich. Rorschacherberg 2009. ISBN 3-9520918-5-5.

## Einzelbelege
1. ↑   Selvarajan Yesudian: Selbsterziehung durch Yoga, Zielbrücke/Thielle (NE) 1961, S. 42.
2. ↑  Selvarajan Yesudian: Selbsterziehung durch Yoga, Zielbrücke/Thielle (NE) 1961, S. 43.
3. ↑  Selvarajan Yesudian: Selbsterziehung durch Yoga, Zielbrücke/Thielle (NE) 1961, S. 74.